# Pierre-Henri Menthéour
Pascal Poisson (Argel, 9 de mayo de 1960 - Brest, 12 de abril de 2014) fue un ciclista  francés, profesional entre 1981 y 1986, cuyo mayor éxito deportivo lo logró en el Tour de Francia donde conseguiría una victoria de etapa así como la general de equipos con Renault-Elf-Gitane. Se retiró en 1986 pero volvió a la competición a la edad de 36 años  para intentar romper el Record de la Hora en Francia.
En 2012 admitió haberse dopado durante su carrera.
Al retirarse, comenzó una exitosa carrera como periodista, trabajando en la cobertura del Tour de Francia para Eurosport aunque también trabajó en otras facetas como el Premio que consiguió por el documental de 2008 en Afganistán para la serie francesa Envoyé spécial.
Su hermano Erwann también fue ciclista.

## Palmarés
1984
- Concarneau
- Tour de l'Aude
- 1 etapa en el Tour de Francia

1992
- Tour de Finisterre